# فرجينيا إس. بيكر
فرجينيا إس. بيكر (بالإنجليزية: Virginia S. Baker)‏ هي موظفة مدنية أمريكية، ولدت في 1921، وتوفيت في 29 يوليو 1998 في بالتيمور في الولايات المتحدة.